# 斯科爾采尼鄉 (巴克烏縣)
46°33′31″N 26°40′52″E / 46.5586°N 26.6811°E
斯科爾采尼鄉（羅馬尼亞語：Comuna Scorțeni, Bacău），是羅馬尼亞的鄉份，位於該國東北部，由巴克烏縣負責管轄，面積45平方公里，海拔高度341米，2007年人口3,146，人口密度每平方公里71人。